# Джеймс Чедвік
Сер Дже́ймс Че́двік (англ. Sir James Chadwick; 20 жовтня 1891, Чешир — 24 липня 1974) — англійський фізик, лауреат Нобелівської премії 1935 року за відкриття нейтрона.

## Біографія
Народився у Боллінгтоні 20 жовтня 1891 року. Батько — Джозеф Чедвік, мати — Анна Марі Нолес. Навчався в Манчестерській вищій школі, Манчестерському і Кембриджському університетах. У 1913 році працював разом із Гансом Гейгером в Політехнічному університеті Берліна. На початку Першої світової війни його було кинуто до табору для цивільних, поки за нього не заступилася лабораторія Гейгера.
У 1923—1935 роках викладав у Кембриджському університеті і був заступником Ернеста Резерфорда у Кавендішській лабораторії. У 1935—1948 роках — професор Ліверпульського університету. Під час Другої світової війни очолював групу англійських вчених, які працювали в лабораторії Лос-Аламоса (США) над створенням атомної зброї (1943—1945). Ця розробка отримала назву «Мангеттенський проєкт». 1948 року повернувся до Кембриджського університету і працював там протягом десяти років.
Перші наукові праці були присвячені вивченню природної радіоактивності. 1914 року показав безперервність спектра β-випромінювання. Своїми дослідами з розсіяння α-частинок ядрами срібла, міді, платини остаточно підтвердив теорію атома Резерфорда. Також виміряв заряди атомних ядер і підтвердив рівність їх порядковому номеру елемента у Періодичній системі Дмитра Менделєєва.
З початку 20-х років виконав серію безуспішних дослідів з виявлення нейтронів при електричних розрядах у водні, намагаючись підтвердити гіпотезу про можливість існування таких частинок, висунуту Е. Резерфордом 3 червня 1920 року у Бакеріанській лекції, прочитаній на тему «Нуклеарна будова атома».
Джеймс Чедвік та інші вчені продовжували спроби з виявлення елементарних частинок — нейтронів. У 1930-ті роки німецькі фізики Вальтер Боте і Герберт Беккер бомбардуючи α-частинками берилій, бор, виявили, що вони випускають промені з великою проникною здатністю, які були спочатку прийняті за жорсткі γ-промені. На початку січня 1932 року Ірен і Фредерік Жоліо-Кюрі повідомили про результати своїх досліджень з цим випромінюванням і показали, що воно здатне вибивати з водневовмістких речовин протони, надаючи їм великої швидкості.
Проте жорсткі γ-промені через недостатність власної енергії цього здійснити не могли. Провівши серію експериментів, Чедвік довів, що фотонна інтерпретація берилієвого випромінювання несумісна із законом збереження енергії, і показав, що всі труднощі зникають, якщо припустити, що берилієве випромінювання складається з частинок з масою, яка майже дорівнює масі протона, і нульовим зарядом, що він їх назвав нейтронами. Повідомлення про це вчений уперше опублікував 27 лютого 1932 року на сторінках англійського журналу «Nature».
За відкриття нейтрона у 1935 році удостоєний Нобелівської премії. Також займався дослідженням ланцюгової ядерної реакції; одним з перших розрахував критичну масу для урану-235. Автор багатьох наукових праць, був обраний членом ряду наукових товариств і академій.

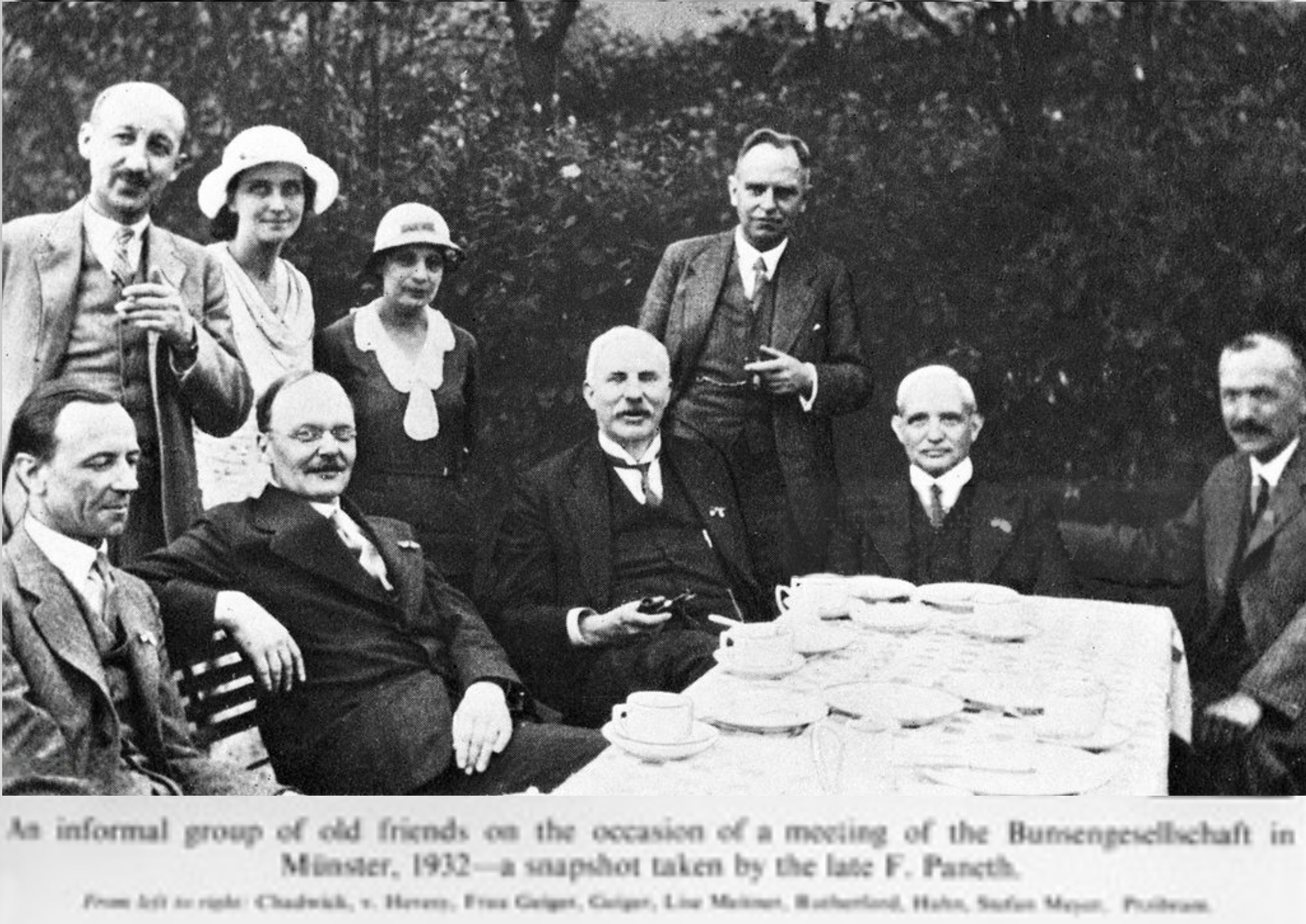
Перший ряд: Джеймс Чедвік, Ганс Гейгер, Ернест Резерфорд, Штефан Меєр і Карл Прибрам. Другий ряд: Дьєрдь де Гевеші, фрау Гейгер, Ліза Майтнер і Отто Ган (1932 рік).
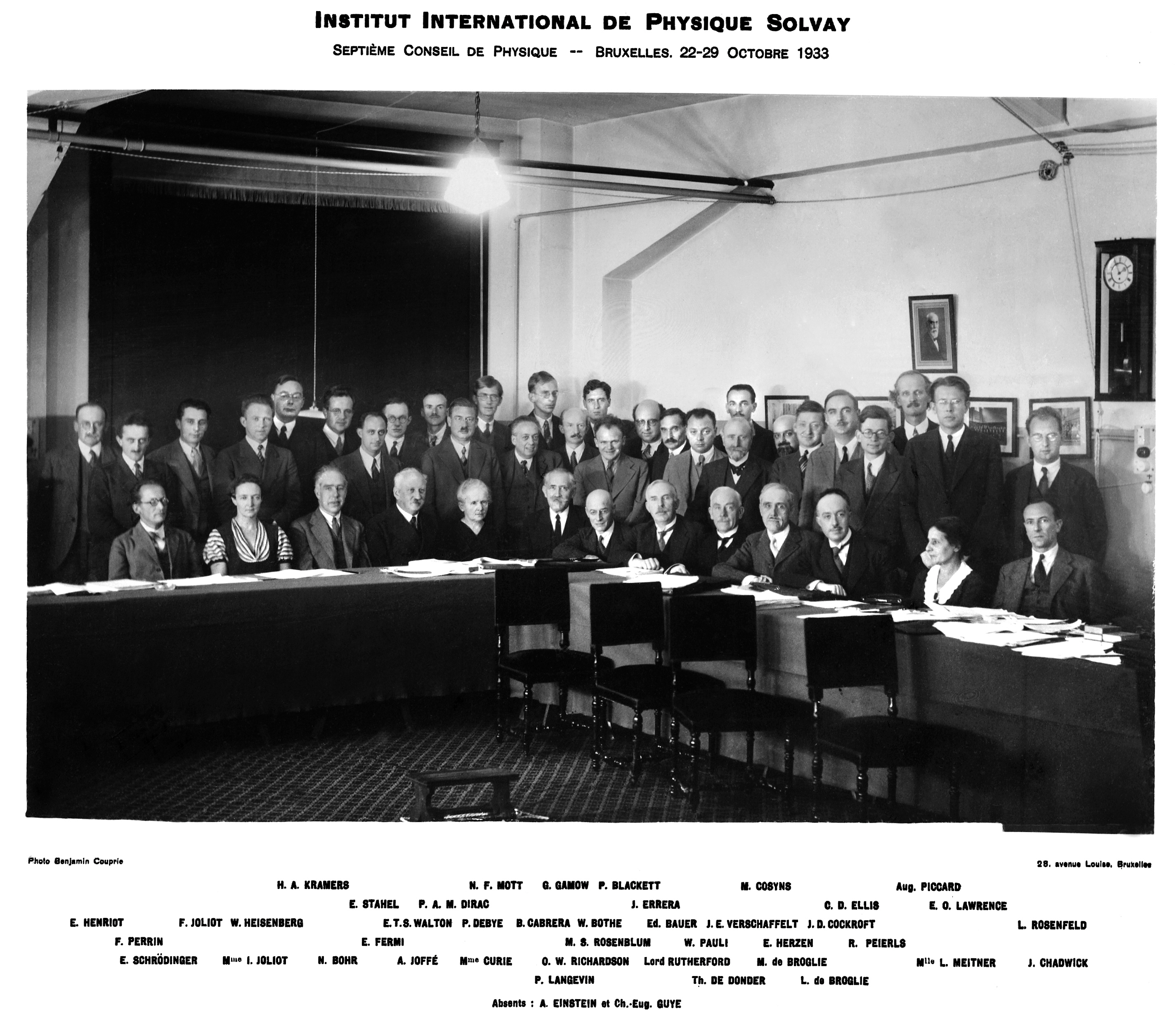
Сольвеївська конференція (1933 рік).
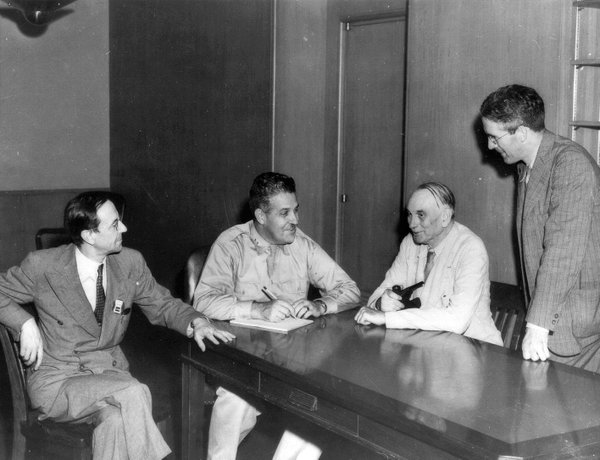
Джеймс Чедвік, Леслі Гровз, Річард Толмен і Генрі Де Вульф Сміт[en] (1945 рік).